# Coulonges-sur-Sarthe

Coulonges-sur-Sarthe este o comună în departamentul Orne, Franța. În 1 ianuarie 2022 avea o populație de 486 de locuitori.